# Гай Сергий Фидена Коксон
Гай (Гней) Сергий Фидена Коксон (на латински: Gnaeus Sergius Fidenas Coxo) e политик на Римската република през 4 век пр.н.е.
Произлиза от древния патрицииски род Сергии. Той е три пъти консулски военен трибун през годините 387, 385 и 380 пр.н.е.